# التركيب الضوئي الاصطناعي

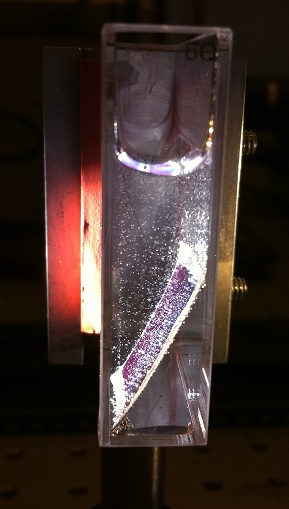

التركيب الضوئي (أو التمثيل أو التخليق أو البِناء الضوئي) الاصطناعي (بالإنجليزية: Artificial Photosynthesis) هو عملية كيميائية تسعى إلى محاكاة عملية التركيب الضوئي الطبيعية، التي تحول ضوء الشمس، الماء وثاني أكسيد الكربون إلى كربوهيدرات وأكسجين. يحول شطر الماء الفوتو-تحفيزي (Photocatalytic water splitting) الماء إلى هيدروجين وإلى أكسجين، ويعتبر فرع بحث محوري في مجال التركيب الضوئي الاصطناعي. يعتبر تفاعل اختزال ثاني أكسيد الكربون (المشروط بوجود الضوء)، أيضًا، تحديًا آخر في هذا المجال، إذ أنه يهدف إلى محاكاة عملية تثبيت الكربون الطبيعية (تحويل الكربون غير العضوي إلى مركبات عضوية).
يتضمن بحث هذا المجال تصميم أجهزة تعمل على إنتاج الوقود الشمسي (الناجم عن تخزين الطاقة الشمسية في الأربطة الكيميائية للوقود) بشكل مباشر، وقد يدرَج في مجال الكيمياء الإلكتروضوئية، كما ويشمل هندسة إنزيمات وكائنات مجهرية التي تعمل على إنتاج وقود ميكروبي وهيدروجين حيويين بمساعدة ضوء الشمس.

## مدخل
يمكن تقسيم عملية التركيب الضوئي الاصطناعي إلى نصفي تفاعل أكسدة واختزال، الذين يشكلان حجر أساس لإنتاج الوقود. في التركيب الضوئي الطبيعي الذي يحدث في النبات، تتم أكسدة جزيئات الماء من أجل إطلاق أكسجين (جزيئي) وبروتونات. المرحلة الثانية من التركيب الضوئي النباتي (المعروفة أيضًا باسم دائرة كالفن-بنسون) هي عبارة عن تفاعل لا يتعلق بالضوء الذي يحول ثاني أكسيد الكربون إلى جلوكوز (وقود). يقوم باحثو التركيب الضوئي الاصطناعي بتطوير محفزات كيميائية قادرة على تنفيذ كلا التفاعلين. علاوة على ذلك، من الممكن استعمال البروتونات الناجمة عن عملية شطر الماء في إنتاج الهيدروجين. يشترط لهذه المحفزات أن تكون قادرة على استيعاب كمية كبيرة من الفوتونات الضوئية الموجودة في محيطها.
في حين أن الخلايا الكهروضوئية يمكنها تزويد الطاقة مباشرةً من ضوء الشمس، عدم كفاءة إنتاج الوقود من الكهرباء الضوئية (عملية غير مباشرة) وحقيقة أن أشعة الشمس ليست موجودة وليست ثابتة طوال اليوم يشكلان عائقًا لاستخدامها. إحدى طرق استخدام عملية التركيب الضوئي الطبيعي هي لإنتاج الوقود الحيوي، وهو عملية غير مباشرة التي تعاني من الكفاءة المنخفضة لتحويل الطاقة (بسبب الكفاءة المنخفضة للتركيب الضوئي ذاته في تحويل ضوء الشمس إلى كتلة حيوية)، من تكلفة نقل الوقود العالية نسبيًا ومن الخلافات الناجمة عن الحاجة المتزايدة لمساحات أرضية لإنتاج الغذاء. الغرض من عملية التركيب الضوئي الاصطناعي هو إنتاج وقود من ضوء الشمس يمكن تخزينه بسهولة واستخدامه عندما لا يكون ضوء الشمس متاحًا، وذلك باستخدام عمليات مباشرة، أي إنتاج وقود شمسي. مع تطوير المحفزات القادرة على تأدية دورها في عملية التمثيل الضوئي، سيشكل الماء وأشعة الشمس في النهاية المصادر الوحيدة المطلوبة لإنتاج طاقة نظيفة (خضراء). المنتج الثانوي الوحيد سيكون الأكسجين، كما أن إنتاج الوقود الشمسي لديه القدرة على أن يكون أرخص من البنزين.
تتمثل إحدى عمليات إنشاء مصدر طاقة نظيف وبسعر معقول في تطوير عملية شطر ماء فوتو-تحفيزية بوجود ضوء الشمس. تعتبر هذه الطريقة لإنتاج الهيدروجين المستدام هدفًا رئيسيًا لتطوير أنظمة طاقة بديلة، من المتوقع أيضًا أن تكون واحدة من أكثر، إن لم تكن أكثر، الطرق كفاءةً للحصول على الهيدروجين (الذي يعتبر طاقة خضراء) من الماء. يعتبر تحويل الطاقة الشمسية إلى الهيدروجين عبر عملية شطر الماء بمساعدة محفزات كيميائية إحدى أكثر التقنيات الفعالة الموجودة قيد التطوير. تنطوي هذه العملية على إمكانية توليد كميات كبيرة من الهيدروجين بطريقة ودية بيئيًا، ويعتبر تحويل الطاقة الشمسية إلى وقود نظيف (H2)  في الظروف المحيطة أحد أكبر التحديات التي تواجه العلماء في القرن الواحد والعشرين.
هنالك طريقتان معروفتان بشكل عام لبناء خلايا الوقود الشمسي لإنتاج الهيدروجين:
1)    النظام المتجانس الذي لا يتم فصل المحفزات فيه، أي أن المكونات تكون موجودة في نفس النظام، وهذا يعني أنه يتم إنتاج الهيدروجين والأكسجين في نفس الموقع. قد يشكل هذا الأمر عيبًا، نظرًا لكونهما يشكلان خليطًا متفجرًا يتطلب فصل الغازين. إضافة إلى ذلك، يجب أن تكون جميع المكونات فعالة في نفس الظروف تقريبًا (على سبيل المثال، درجة ال-pH).
2)    يحتوي النظام غير المتجانس على قطبين كهربائيين منفصلين، الأنودة (القطب الكهربائي الموجب) والكاثودة (القطب الكهربائي السالب)، مما يتيح فصل إنتاج الأكسجين الهيدروجين. علاوة على ذلك، لا تحتاج المكونات المختلفة بالضرورة إلى العمل في نفس الظروف، إلا أن التعقيد الكبير لهذه الأنظمة يجعل تطويرها أكثر صعوبة وتكلفة.
مجال آخر للبحث في عملية التمثيل الضوئي الاصطناعي هو اختيار ومعالجة الكائنات الحية المجهرية، وبالتحديد الطحالب الخضراء والبكتيريا الزرقاء، لإنتاج الوقود الشمسي. العديد من هذه الكائنات قادر على إنتاج الهيدروجين بشكل طبيعي، لذا، يعمل العلماء على تحسين وتطوير استعمالها. استفادت هذه الطريقة من تطوير علم الأحياء التركيبي (synthetic biology)، والذي يتم استكشافه أيضًا من قبل J. Craig Venter Institute لإنتاج كائن اصطناعي قادر على إنتاج الوقود الحيوي. في عام 2017، تم تطوير عملية فعالة لإنتاج حمض الأسيتيك من ثاني أكسيد الكربون باستخدام «بكتيريا سايبورغ».

## خلفية تاريخية
تنبأ الكيميائي جياكومو سيامييسيان قبل ما يقارب المئة عام إمكانية استعمال الطاقة الشمسية لحل أزمة طاقة مستقبلية، وقد نشر فكرته هذه في مقال أصدره ضمن نطاق مجلة ساينس عام 1912. بموجب رؤية سياميسيان، يمكن وصف إنتاج منظومات اصطناعية التي تعمل على إنتاج الوقود من ضوء الشمس، بالاستناد إلى مبادئ التركيب الضوئي الطبيعي، على أنه إنتاج «ورقة (شجر) اصطناعية». في مثل هذه المنظومات يتم تخزين الطاقة، على سبيل المثال، على شكل هيدروجين (جزيئي)، H2، والذي يتم إنتاجه في أعقاب اختزال البروتونات الناتجة من أكسدة الماء.

## الأبحاث الحالية
من ناحية الطاقة، يمكن تقسيم التركيب الضوئي الطبيعي إلى ثلاث مراحل:
- تستوعب جزيئات حصاد الضوء في البكتيريا والنباتات الفوتونات وتحولها إلى إلكترونات، وتدخلها بذلك ضمن سلسلة التركيب الضوئي.
- نقل الإلكترون المقترن بالبروتون على طول العديد من العوامل المساعدة لسلسلة التركيب الضوئي، مما يؤدي إلى فصل شحنة محلي.
- تحفيز الأكسدة والاختزال، الذي يستخدم الإلكترونات (المذكورة أعلاه) التي تم نقلها لأكسدة الماء إلى أكسجين جزيئي وإلى بروتونات -  يمكن استخدام هذه البروتونات في بعض الكائنات لإنتاج الهيدروجين الجزيئي.

باستخدام أساليب محاكاة حيوية، يحاول التركيب الضوئي الاصطناعي بناء أنظمة تقوم بنفس النوع من العمليات. نظريًا، يمكن لنظام ثلاثي (يتكون من ثلاثة مكونات) أن يؤكسد الماء باستعمال محفز واحد، أن يختزل البروتونات (وينتج هيدروجين جزيئي) باستعمال محفز آخر وأن يكون له جزيء لتحسس الضوء (photosensitizer) لتشغيل النظام بأكمله. أحد أبسط التصاميم هو حيث يرتبط هذا الجزيء بين محفز أكسدة الماء ومحفز تطوير الهيدروجين:
- يقوم جهاز التحسس الضوئي بنقل الإلكترونات إلى محفز الهيدروجين عند التعرض للضوء، ليصبح مؤكسَدًا في العملية.
- هذا الأمر يقود محفز شطر الماء لخسارة إلكترونات ونقلها إلى جهاز التحسس الضوئي. في نظام ثلاثي، غالبًا ما يشار إلى مثل هذا المحفز كمتبرع. المتبرع المؤكسَد قادر على القيام بأكسدة الماء.

الحالة التي يكون فيها محفز واحد مؤكسَد على أحد الطرفين ومحفز آخر مختزَل على الطرف الآخر تدعى باسم فصل الشحنة، وهي تشكل قوة دافعة لنقل المزيد من الإلكترونات، وبالتالي للتحفيز.
البحث المتمحور في إيجاد محفزات التي بإمكانها تحويل الماء، ثاني أكسيد الكربون، وأشعة الشمس إلى الكربوهيدرات أو إلى الهيدروجين هو فرع نشط في الوقت الحالي. من خلال دراسة محفز أكسدة الماء الطبيعي (الموجود في النبات)، قام الباحثون بتطوير محفزات لتقليد وظيفته أو مواد غير عضوية مثل البيرنيسايت (Birnessite) ذات نفس الأساس البنيوي لهذا المحفز. الخلايا الكيميائية الكهروضوئية التي تختزل ثاني أكسيد الكربون لإنتاج أول أكسيد الكربون (CO)، حمض الفورميك (HCOOH) والميثانول (CH3OH) هي قيد التطوير. مع ذلك، فإن هذه المحفزات لا تزال غير فعالة للغاية.